# Växjö station
Växjö station är en järnvägsstation i Växjö i Kronobergs län mellan Gemla och Hovmantorp och tillhör Kust till kustbanan. Stationshuset används sedan 2021 också som kommunhus.

## Historik
Växjö fick järnväg den 3 juli 1865 då sträckan Växjö - Alvesta öppnades för trafik. Järnvägen mellan Karlskrona och Växjö öppnade den 5 augusti 1874.  Det äldre stationshuset började rivas i mars 2018 och det nuvarande stationshuset i Växjö som är ett kombinerat kommun- och stationshus och invigdes 27 september 2021. Gångbron över järnvägen, Klosterbron öppnade den 24 augusti 2022. Stationshuset är ritat av arkitektbyrån White Arkitekter.

## Trafik
Stationen trafikeras (2023) av tåg från Öresundståg, Krösatågen och SJ och bussar från Länstrafiken Kronoberg.

## Galleri

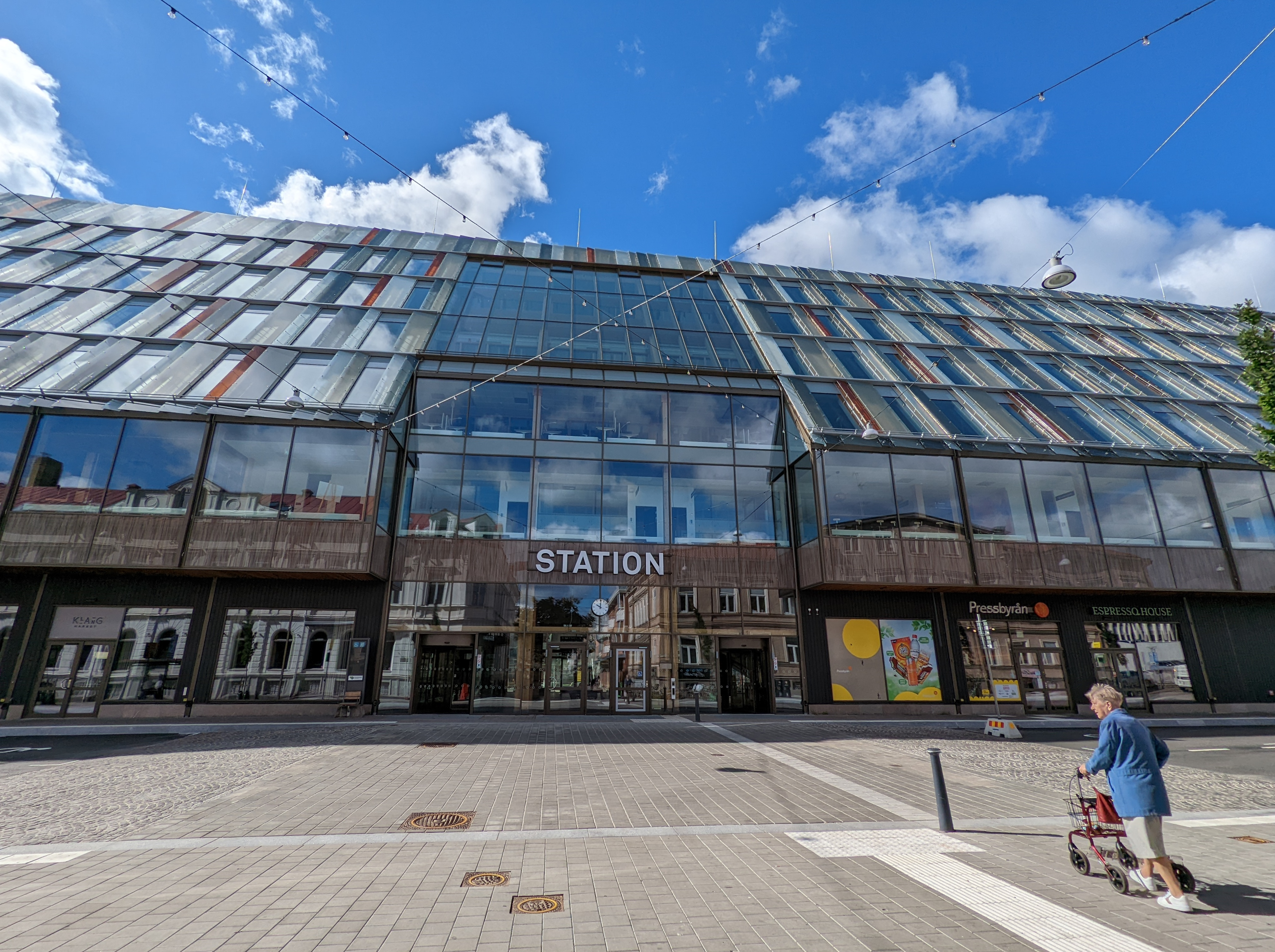
Ingång till stationen
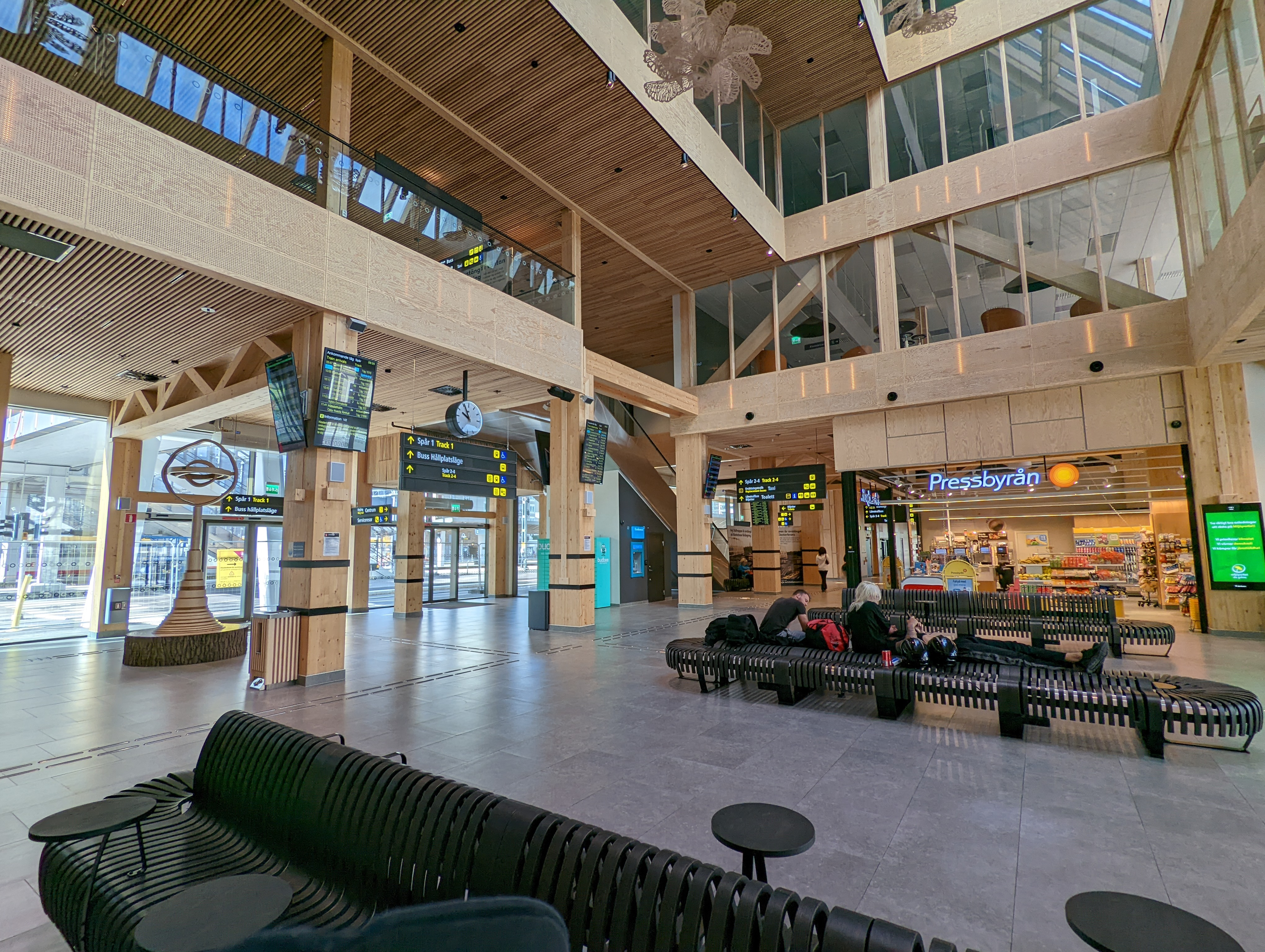
Interiör i stationshuset
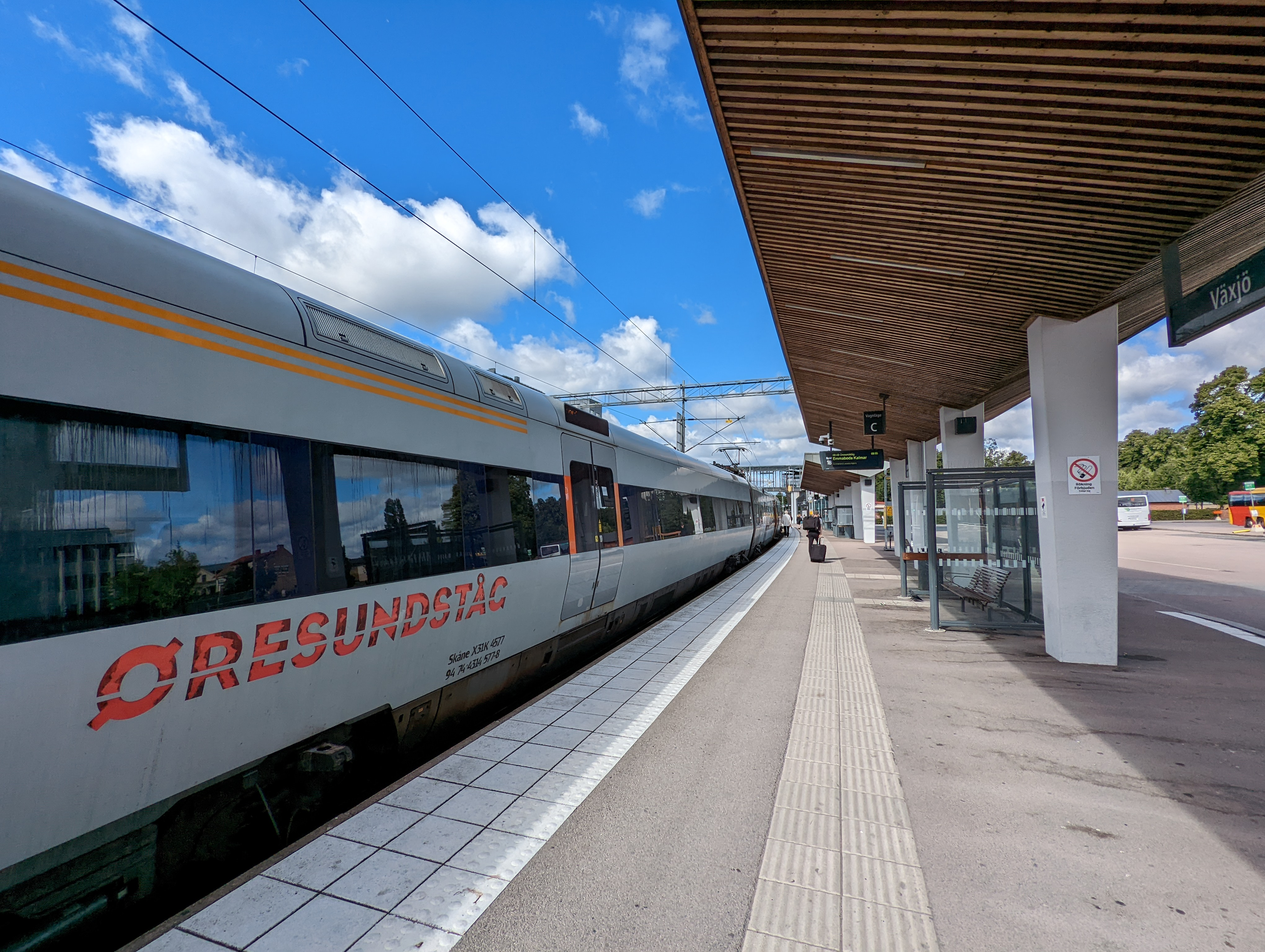
Öreundståg vid spår 1
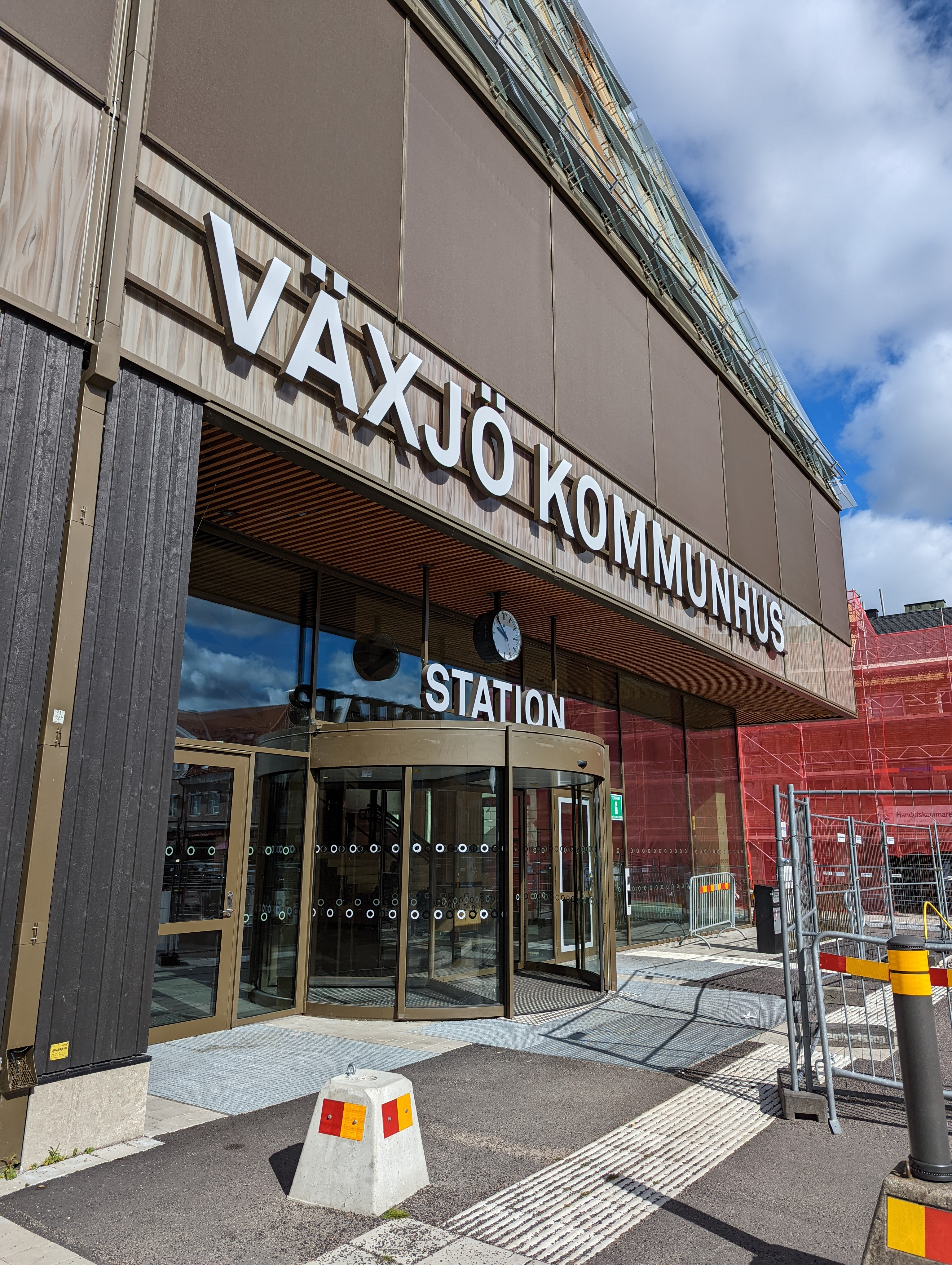
Ingång till stationen och kommunhuset
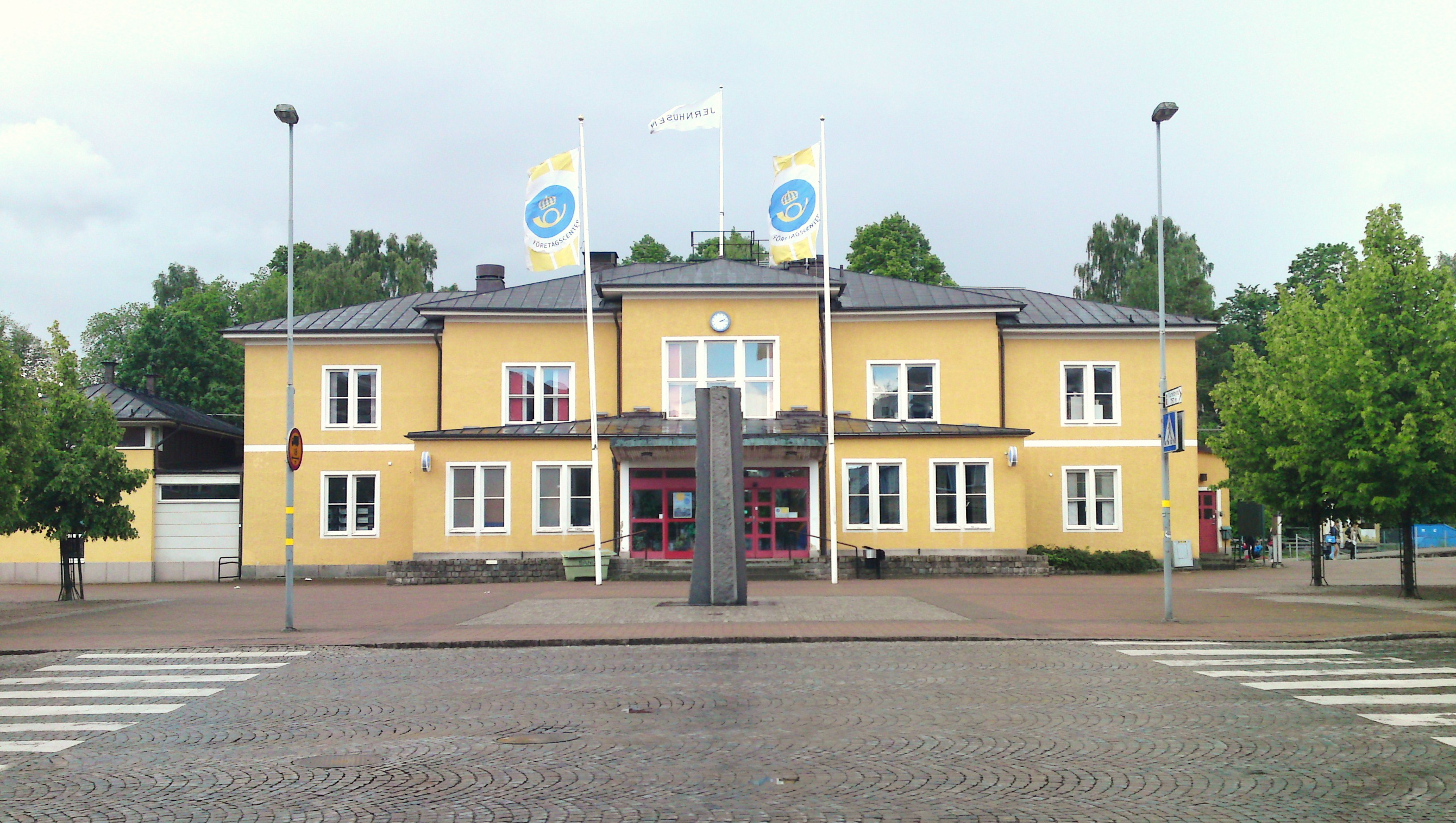
Gamla stationshuset
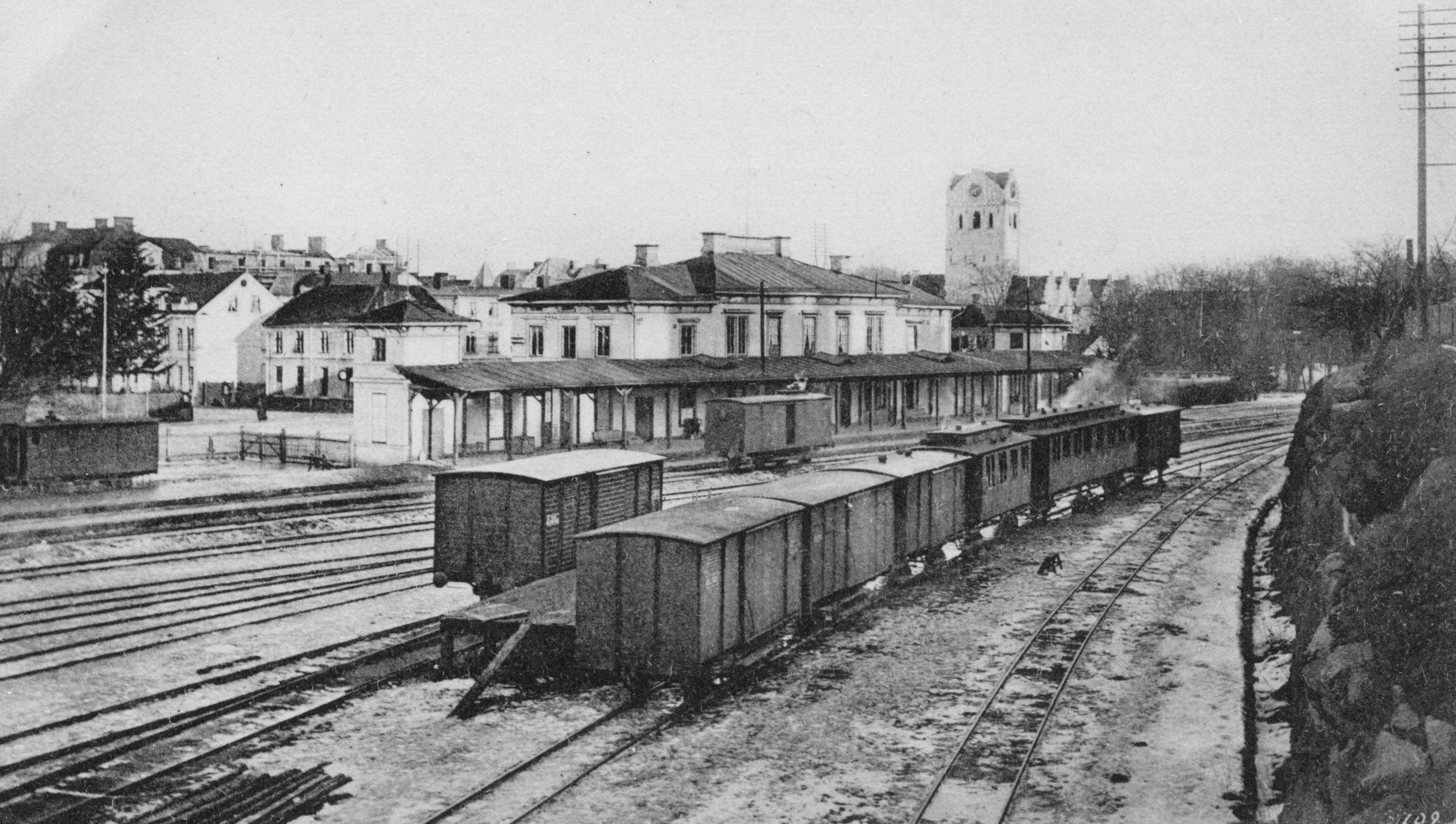
Växjö station år 1910